# 萨尔布吕肯火车总站
萨尔布吕肯火车总站（德語：Saarbrücken Hauptbahnhof）又称“萨尔布吕肯欧洲车站”（Eurobahnhof Saarbrücken），是德国萨尔兰及其州府萨尔布吕肯最大的铁路客运站，共设有17条到发线（包括14条月台轨道），年均发送旅客量为1000万人次。德铁车站及服务将其归类为德国铁路二等车站。

## 历史

### 前期规划

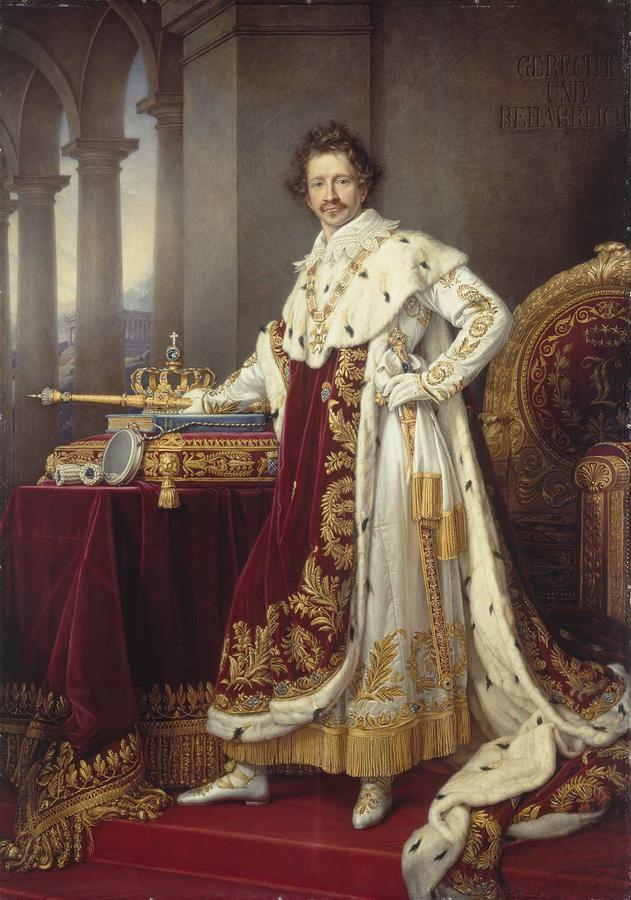
巴伐利亚国王路德维希一世，从路德维希港至贝克斯巴赫铁路线的正式业主

1835年12月7日，德国的首条铁路线在纽伦堡至菲尔特之间建成通车，此后不久，“建立从萨尔布吕肯至曼海姆铁路的公司”（Gesellschaft für die Errichtung einer Eisenbahn von Saarbrücken nach Mannheim）便于1836年1月26日在萨尔布吕肯的赌场公司所在地（即今威廉·海因里希街）成立。该公司由时任矿务局局长的利奥波德·泽洛担任主席，其它董事会成员还包括诸如卡尔·弗里德里希·施图姆、菲利普·海因里希·克雷默、海因里希·伯金、格奥尔格·施密特伯恩、格奥尔格·菲利普·科恩以及菲利普·海因里希·卡歇尔等来自工商业的主要代表。泽洛认为，萨尔兰采矿业的主要问题是销路，于是大力推进铁路的建设工作。公司成立后不久，泽洛便与普鲁士矿务长官——博恩斯特·奥古斯特·冯·博伊斯特伯爵取得联系，希望他牵头将莱茵省的省长也参与入内。
萨尔布吕肯委员会对铁路的建设成本估算为200万塔勒。为了筹集这笔费用，公司希望发行10000股，每股200塔勒，并有5%的利息。资本在短时间内得到认购。然而，王家普鲁士政府却拒绝颁发牌照，因为有关线路走向和盈利能力的信息不足。王家巴伐利亚政府对于线路经行地区的意见则与萨尔布吕肯委员会类似，但在内容方面达成一致的前提条件是，在实施过程中应只考虑巴伐利亚企业。两年之后，争端仍未有结果，而资本认购者也无法以其他任何方式处置其资金。矿务局长泽洛随即愤而退出该项目。
至1837年底，巴伐利亚国王路德维希一世出乎意料地最终批准修建一条从曼海姆莱茵河工事（今路德维希港）至巴伐利亚王国与普鲁士王国之间边界的贝克斯巴赫的铁路线。然而，路德维希的条件是，公司必须设在巴伐利亚普法尔茨境内，并仅接纳总部位于巴伐利亚的股东（普法尔茨路德维希铁路公司）。因此，萨尔布吕肯委员会暂时被关闭。公司立即专注于从巴伐利亚边境至萨尔布吕肯的铁路建设项目，该项目的优势在于可显著降低成本。在项目行将完工之际，克里斯蒂安·罗特——这位从根本上对铁路建设持怀疑态度的普鲁士政府运输专员，却拒绝批准巴伐利亚铁路继续建设从贝克斯巴赫至萨尔布吕肯的一小段项目。军事考量也可能在这一决定中发挥了作用，因为该铁路线有机会为从萨尔河畔的普鲁士南翼发动的袭击者服务。
与此同时，泽洛的妹夫、玻璃厂老板卡尔·福佩利乌斯希望通过一条铁路穿过萨尔河右岸的菲希巴赫溪，并通抵法国阿尔萨斯的萨尔格米讷，但也没有成功。在巴伐利亚普法尔茨，铁路线的建设同样被推迟到1845年4月。1849年8月28日，从莱茵河至贝克斯巴赫的整条巴伐利亚线终于完成。
当有传闻称，拿破仑三世治下的法国政府可以争取将其铁路线直接与普法尔茨铁路相连时，在柏林的普鲁士政府又重新变得积极起来。由于在此期间从柏林至柯尼斯堡的普鲁士东部铁路的建设暂时停顿，因此有足够的资金可用于萨尔布吕肯项目。而在1848年萨尔采矿业遭遇巨大的销售困难被解雇的1500名矿工，也同样可再招募作铁路建设。出于交通技术和军事战略原因，铁路车站并不建在萨尔布吕肯，因为倘若发生袭击，法国人便可以从群山中沿萨尔河而下，直抵那里的车站。为此，当局在萨尔河对岸的马尔施塔特和圣约翰之间的法令边界上选择了一个地势较高的位置，并将车站设计为类似于要塞的形式。项目标书于1851年7月发出。

### 首座车站大楼（岛式建筑）

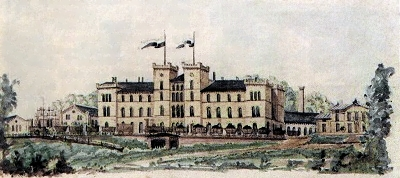
1862年的萨尔布吕肯总站

首座萨尔布吕肯火车总站于1852年11月16日，在马尔施塔特和圣约翰之间的法令边界上建成通车，当时称为“圣约翰-萨尔布吕肯车站”（Bahnhof St. Johann-Saarbrücken）。因为圣约翰直至1909年才与老萨尔布吕肯和马尔施塔特-布尔巴赫合并为如今的萨尔布吕肯大都市。
车站座落于所谓的“圣约翰铁路”（St. Johanner Bahn）线旁，该线路从贝克斯巴赫引出，经由诺因基兴通往斯蒂兰旺代勒，并在那里与法国东部铁路相连。这座56米长、13.5米宽的砂岩建筑位于两条轨道之间，是名副其实的“岛式建筑”；其进出通过行人隧道而无需跨越轨道，这在当时的条件下尚属新颖。原始的三层岛式大楼建在抬高的铁路路基之上，具有如同要塞一般的圆拱风格，并带有四个垛墙冠顶的角塔和一个加高的中央亭楼，两侧入口则是两个四层高的塔楼。

### 接待大楼的扩建

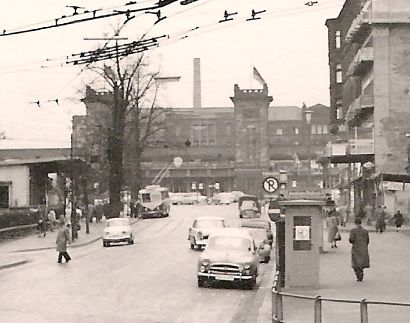
1957年的站前广场

随着铁路设施的不断发展，车站建筑也分别于1866年和1879年进行了扩建。早在1872年，抬高的铁路路基之上便已有一座单层、基础广泛的接待大楼，它于1891/1893年被一座接待前厅所取代，后者还在隧道入口前设有两个醒目的新文艺复兴风格的塔楼。然而至1908年，便有计划建造一座全新的车站大楼。工程原定于1914年开始，但第一次世界大战的爆发阻止了这些计划。1932年，每天有453班列车在萨尔布吕肯火车总站到发，其中包括51班快速列车，使之成为当年仅次于莱比锡火车总站的帝国铁路辖下的第二大车站。在萨尔兰于1935年整合入德国后，当局重新着手于车站的新建工程，并计划至1941年完工。然而，随着第二次世界大战于1939年爆发，该计划再度受阻。

### 二战后的重建

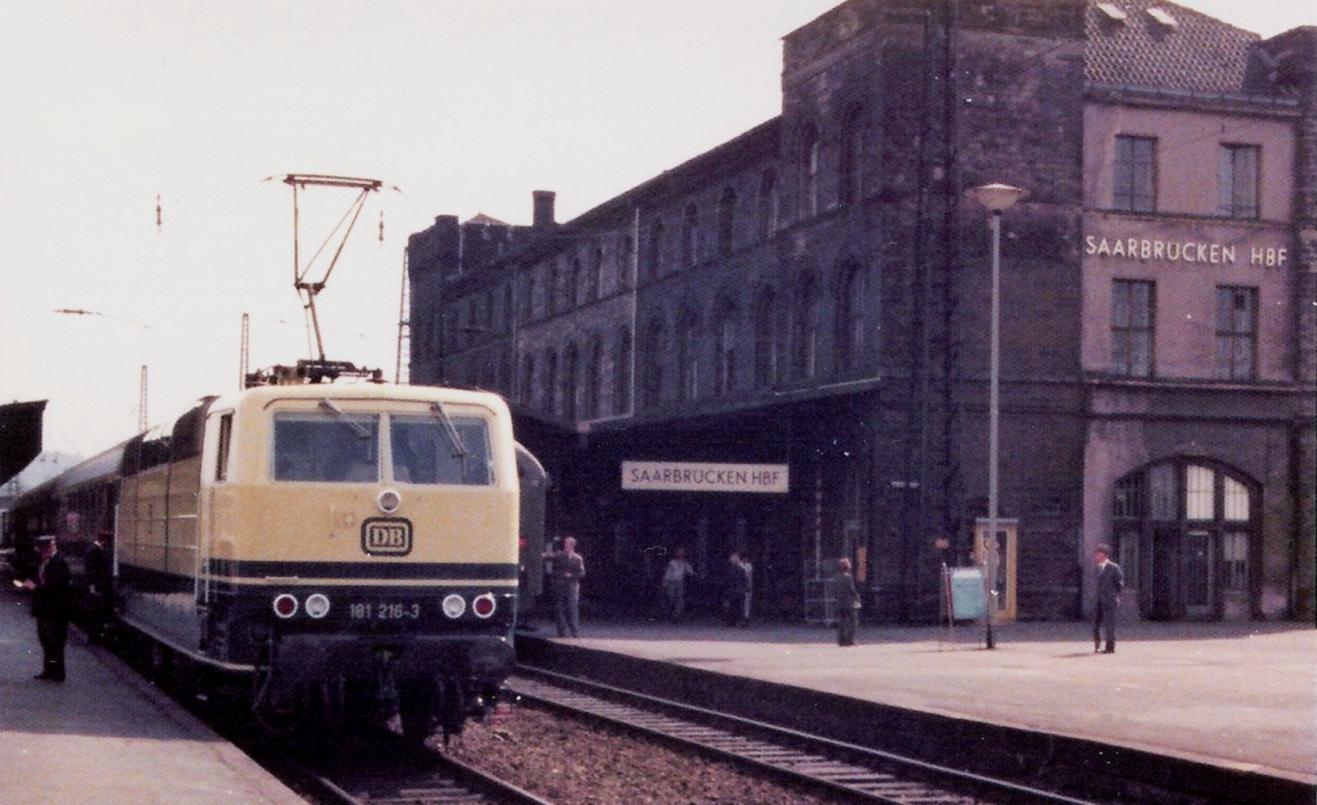
萨尔布吕肯总站的原岛式建筑及181型双制式电力机车（1975年）

第二次世界大战结束后，萨尔布吕肯的铁路设施有八成被毁。1891/1893年落成的接待前厅仅余两个塔楼幸存。其余地上建筑，例如机务段也遭到严重破坏。岛式建筑的西翼以及毗邻的候车厅和中央亭楼同样受到影响。而整个车站区域内甚至没有一条连贯的轨道。在美国人的接管下，如今的19道被率先临时恢复。通过这条轨道，美军将其补给列车陆续开往诺因基兴－贝克斯巴赫－洪堡等自辖和可见的地区。
接待前厅的两个塔楼于1952年通过一座低层建筑连接起来，并作为临时设施在此后保存了许多年。岛式建筑上中央亭楼的超高部分被平整，并在建筑的全长上以相同的高度拉成屋顶。

### 拆除旧建筑并新建
在1960年代，当局出台了一座新的接待及行政大楼计划。其奠基仪式于1963年6月27日，在时任萨尔布吕肯市长的弗里茨·舒斯特和特里尔铁路局局长阿洛伊斯·迈尔的共同主持下举行。同年，1891/1893年落成的旧前厅的遗迹被全数拆除。新的120米长、26米高的建筑于1967年9月揭幕。其中售票大厅、行包托运处、商店和一个车站餐厅设于底部两层，而IT办公室、医疗服务、办公场所和铁路食堂则设于这座七层建筑的高楼层。
1960年2月，福尔巴克－洪堡铁路在萨尔布吕肯火车总站完成电气化改造。
基础性的现代化改造工程始于1977年。其中月台的高度被提升至76厘米。为了给更多的贯通轨道腾出空间，必须拆除始建于1852年的首座车站大楼，即所谓的“岛式建筑”。拆除工作于1978年9月18日开始，至1979年3月完成。

## 萨尔布吕肯21

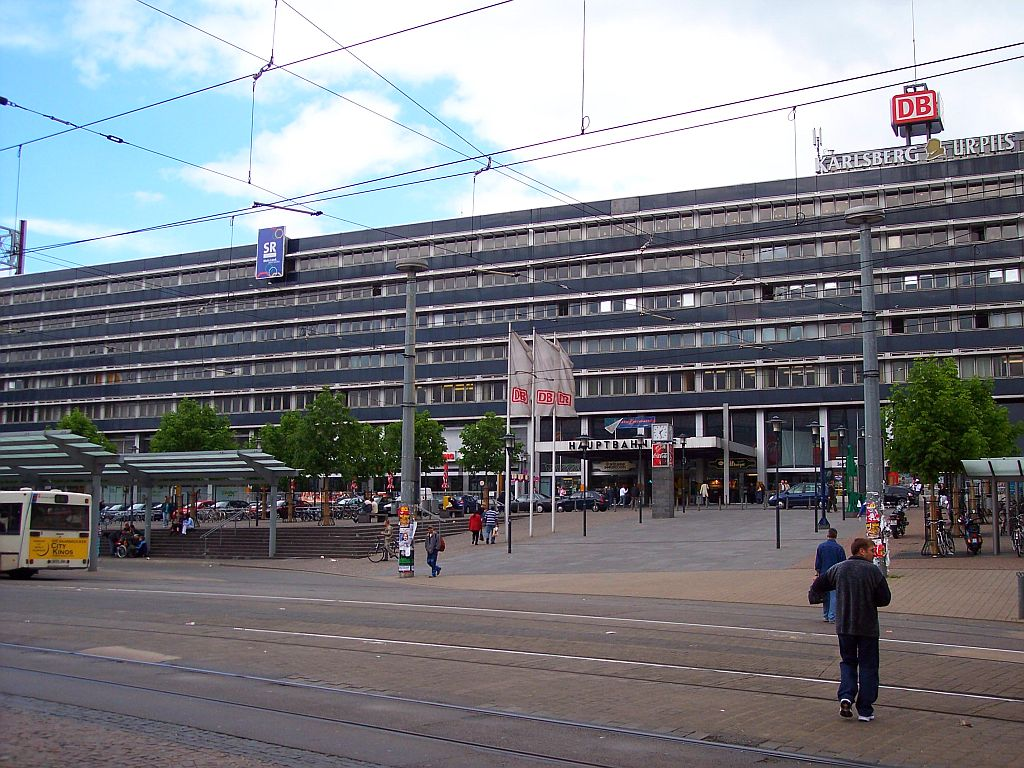
现代化改造前的火车总站

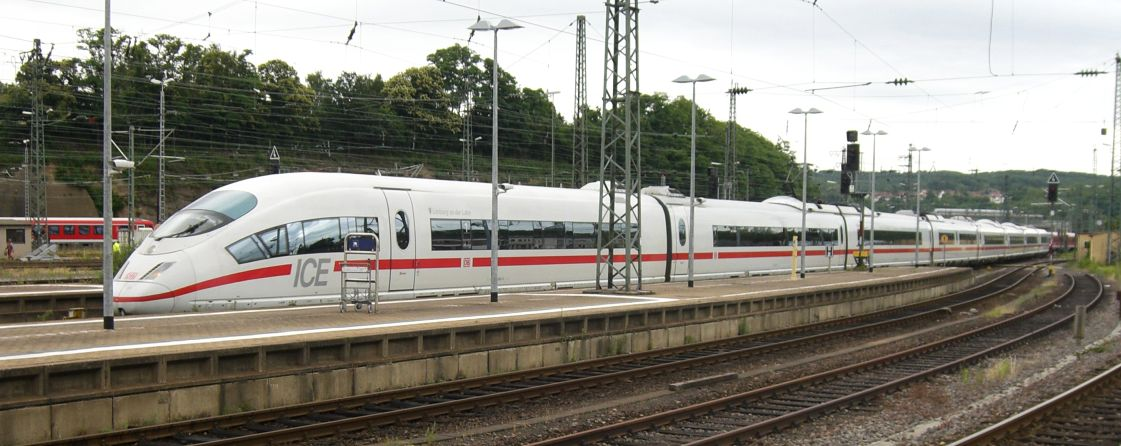
法兰克福－巴黎的ICE列车驶入萨尔布吕肯总站（2008年）

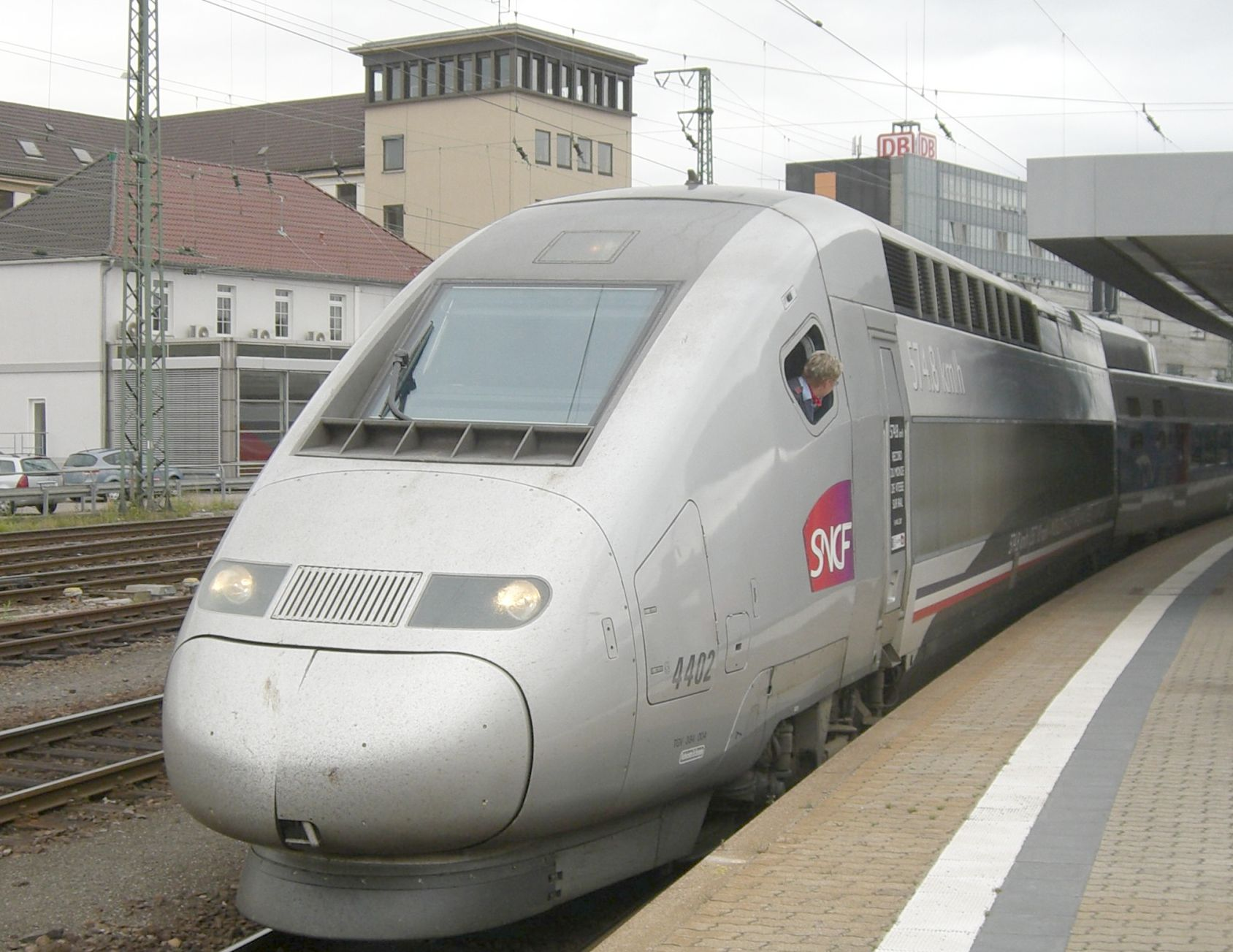
巴黎－法兰克福的TGV列车于萨尔布吕肯总站（2008年）

“欧洲车站”（“萨尔布吕肯21”项目的称谓）是萨尔布吕肯火车总站的现代化改造项目。它将对既有的铁路车站和周边地区进行重组。进行这项工程的重要原因是，分岔通往斯图加特和法兰克福的巴黎－法国东部－德国南部高速铁路于2007年6月投入运营，其中通往法兰克福的走向会经行萨尔布吕肯。
作为相关措施的一部分，车站大楼全新的南侧外立面、重新设计的入口大堂和行人隧道，新的升降机以及从北侧（罗登霍夫区）进出车站的新通道都得以实现。合计3100万欧元的费用由州府萨尔布吕肯、萨尔兰州和德国铁路股份公司共同分担。位于车站北部的大型轨道设施已被广泛拆除，车站东部则进行了重组和现代化。这样便可在紧凑的区域内创建了新的列车维护和存车设施。由此释放出来的区域将以“欧洲车站区”成立一个新的市分区，并用作新的商业定居点。此外，在那里还建有一座新的停车场，以缓解车站停车难困难的问题。
奠基仪式于2006年5月5日举行，现代化的车站于2007年12月15日正式启用。
通过车站21项目，有约20公顷由铁路运营不再需要的空间提供给城市发展使用。

### 接待大堂/市中心通道
在萨尔布吕肯火车总站改造为欧洲车站的过程中，一座宏大的接待大堂面向通往市中心的行人专用区（帝国街/车站街）开放。大堂内设有各类餐厅和商店（包括药妆店、杂志和文具店、烟草店、花艺店等）、德铁咨询台、德铁/阿美罗巴的订票中心以及自动售票机。
通往市中心的出入口前方是宽敞的站前广场，可为大量单车提供停放区域。自2008年夏季以来，这里还有单车可锁箱可供租用。
站前广场也是萨尔电铁的电车站（火车总站站）所在地，它共设四条轨道，每天有约285班来自萨尔格米讷（法国）/小布利特斯多夫或勒巴赫/霍伊斯韦勒/里格尔斯贝格/拉斯特普福尔的城铁列车以及大约735班城市和区域巴士行经此地。最近，铁路部门还提供了可直接在站前广场租用单车的服务（使用“Call a Bike”程式）。当前那里共配备10辆单车。

### 行人隧道/底层
新的萨尔布吕肯火车总站的所有轨道——除站前广场的城铁轨道外，都可以通过完全翻新的行人隧道（或可选东隧道）抵达。主隧道沿用简洁的蓝白色调并延伸约100米，其中从城市出入口至罗登霍夫区新的北出口之间有一段斜坡。
所有月台均为无障碍环境，除了1－3道外都可以通过三种类型的通道（升降机、自动扶梯或自动步道、楼梯）抵达。而1－3道仅提供两种类型的抵达方式（楼梯和升降机）。

### 北航站楼/罗登霍夫北出口
作为与“萨尔布吕肯21”项目（欧洲车站）共同进行的翻新和改建措施的一部分，原先通往16道（2001年以前为22道）月台的行人隧道被一直延伸至罗登霍夫区。那里创建了一个新的隧道入口，即所谓的“北航站楼”（Nordterminal），并与一个全新、可提供数百个单车泊位的停车换乘广场相连。通过一条新建的桥梁，该地区还可直接通往路德维希贝格回旋处，进而接入A1、A620和A623号高速公路。
因受到正在进行的建筑工程和客源不足的影响，德国铁路在那里设立的宽敞的服务点（售票及供应膳食）目前已经关闭，但如有必要它会重新开放。

### 月台

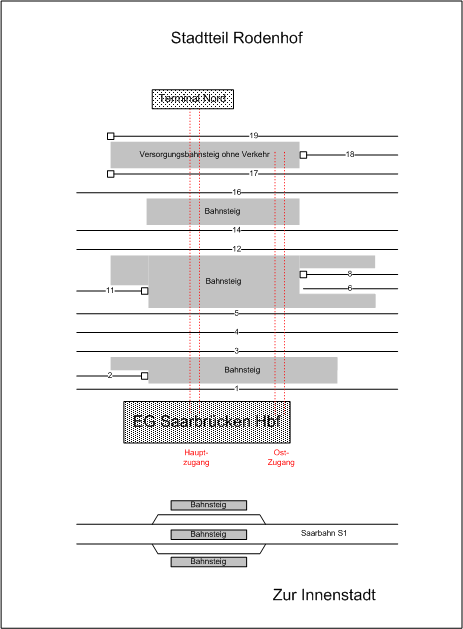
轨道示意图（2008年）

所有的月台及轨道——除了站前广场的城铁轨道之外，都位于连接两个出入口的行人隧道上方。
轨道使用1至16b进行编号，其中只有十条轨道用于客运。它们分别为1至3道、5至6道、8道、11至12道、14道、16a以及16b道。其余的轨道仅作工务用途，或已不复存在。
在用于客运的十条轨道中，有六条为贯通式轨道，主要供不在萨尔布吕肯换向的列车使用。另外四条尽头式轨道分别为2道、6道、8道和11道，主要作为在萨尔布吕肯终到的列车的换向轨道使用。仅作工务用途的17和19道月台现已关闭，两条轨道都已从贯通式拆解为尽头式。被完全拆除的是前20和21道月台，其原址现已成为新的北部出口。

### 存车线
2018年6月，德国联邦网络局宣布萨尔布吕肯火车总站内存车线的设施相关使用费无效。德国同类设施每小时仅需支付1.70欧元，但德铁网络却收取每小时20.60欧元的额外费用，这严重扭曲了竞争。

## 交通连结

### 长途运输
自2007年12月以来，萨尔布吕肯火车总站便一直是欧洲高速铁路网络中重要的一环，也是巴黎至法兰克福间开行的跨境ICE列车的进出门户。
此外，这里还开行有个别国内铁路长途客运班次通往柏林健康泉、斯图加特乃至格拉茨。这些班次通常于清晨从萨尔布吕肯发车，返程则于深夜抵达萨尔布吕肯。
往东的长途列车使用5道、往西的长途列车使用14道，终到列车则使用12道。
| 路线       | 经由 | 经由 | 频率    |
| ---------- | --- | --- | ------- |
| ICE 15     | 萨尔布吕肯 － 洪堡 － 凯泽斯劳滕 － 诺伊施塔特 － 曼海姆 － 达姆施塔特 － 法兰克福 － 埃尔福特 － 哈勒 － 柏林南十字 － 柏林 － 柏林健康泉 | 萨尔布吕肯 － 洪堡 － 凯泽斯劳滕 － 诺伊施塔特 － 曼海姆 － 达姆施塔特 － 法兰克福 － 埃尔福特 － 哈勒 － 柏林南十字 － 柏林 － 柏林健康泉 | 每日1对 |
| ICE/TGV 82 | 巴黎东 － （福尔巴克 －） 萨尔布吕肯 － 凯泽斯劳滕 － 曼海姆 － 法兰克福 | 巴黎东 － （福尔巴克 －） 萨尔布吕肯 － 凯泽斯劳滕 － 曼海姆 － 法兰克福 | 每日5对 |
| IC/EC 62   | 萨尔布吕肯 － 洪堡 － 凯泽斯劳滕 － 诺伊施塔特 － 路德维希港 － 曼海姆 － 斯图加特 （－ 乌尔姆 － 金茨堡 － 奥格斯堡 － 慕尼黑 － 慕尼黑东 － 罗森海姆 － 普林 － 特劳恩施泰因 － 弗赖拉辛 － 萨尔茨堡 － 萨尔茨堡南 － 哈莱因 － 戈林-阿布特瑙 － 维尔芬 － 比绍夫斯霍芬 － 拉德斯塔特 － 施拉德明 － 施泰纳赫-伊尔德宁 － 利岑 － 塞尔茨塔尔 － 罗滕曼城 － 圣米夏埃尔 － 格拉茨） | 萨尔布吕肯 － 洪堡 － 凯泽斯劳滕 － 诺伊施塔特 － 路德维希港 － 曼海姆 － 斯图加特 （－ 乌尔姆 － 金茨堡 － 奥格斯堡 － 慕尼黑 － 慕尼黑东 － 罗森海姆 － 普林 － 特劳恩施泰因 － 弗赖拉辛 － 萨尔茨堡 － 萨尔茨堡南 － 哈莱因 － 戈林-阿布特瑙 － 维尔芬 － 比绍夫斯霍芬 － 拉德斯塔特 － 施拉德明 － 施泰纳赫-伊尔德宁 － 利岑 － 塞尔茨塔尔 － 罗滕曼城 － 圣米夏埃尔 － 格拉茨） | 每日2对 |

### 区域运输
萨尔布吕肯火车总站是萨尔兰铁路短途客运的中枢和支点。除了少数例外，几乎所有萨尔兰的短途列车都会经由萨尔布吕肯火车总站运行。
| 路线  | 经由 | 频率                                                                            |
| ----- | --- | ------------------------------------------------------------------------------- |
| RE 1  | 科布伦茨 － 布莱 － 维特利希 － 特里尔 － 萨尔堡 － 梅尔齐希 － 萨尔路易 － 弗尔克林根 － 萨尔布吕肯 － 洪堡 － 兰茨图尔 － 凯泽斯劳滕 － 诺伊施塔特 － 路德维希港中心 － 曼海姆 | 科布伦茨－凯泽斯劳滕：每小时1班 凯泽斯劳滕－曼海姆：两小时1班                   |
| RE 3  | 萨尔布吕肯 － 诺因基兴 － 蒂尔基斯米勒 － 伊达尔-奥伯施泰因 － 巴特克罗伊茨纳赫 － 美因茨 （－ 吕瑟尔斯海姆 － 法兰克福机场 － 法兰克福）                                        | 萨尔布吕肯－美因茨：每小时1班 美因茨－法兰克福：两小时1班                       |
| RE 18 | 萨尔布吕肯 － 福尔巴克 （－ 圣阿沃尔德 － 梅斯） | 萨尔布吕肯－福尔巴克：每小时1班 萨尔布吕肯－梅斯：个别班次，自2024年：每小时1班 |
| RE 19 | 萨尔布吕肯 － 萨尔格米讷 － 莫默奈姆 － 斯特拉斯堡 | 每日2对，自2024年：两小时1班                                                    |
| RB 68 | 萨尔布吕肯 － 圣英贝特 － 茨魏布吕肯 － 皮尔马森斯 | 每小时1班                                                                       |
| RB 70 | 梅尔齐希 － 迪林根 － 萨尔路易 － 弗尔克林根 － 萨尔布吕肯 － 圣英贝特 － 洪堡 － 凯泽斯劳滕                                                                                     | 每小时1班                                                                       |
| RB 71 | 特里尔 － 萨尔堡 － 梅尔齐希 － 萨尔路易 － 弗尔克林根 － 萨尔布吕肯 － 圣英贝特 － 洪堡                                                                                         | 每小时1班                                                                       |
| RB 72 | 萨尔布吕肯 － 伊林根 － 莱巴赫-亚巴赫 | 每小时1班                                                                       |
| RB 73 | 萨尔布吕肯 － 诺因基兴 － 奥特韦勒 － 圣文德尔 － 蒂尔基斯米勒 － 诺伊布吕克 | 萨尔布吕肯－圣文德尔：半小时1班 圣文德尔－诺伊布吕克：每小时1班                 |
| RB 76 | 萨尔布吕肯 － 韦默茨魏勒车站－ 诺因基兴 － 洪堡 | 个别班次                                                                        |